# بئادا د کامپس
بئادا د کامپس (به اسپانیایی: Boada de Campos) یک شهرستان در اسپانیا است که در استان پالنسیا واقع شده‌است.

## خصوصیات
بئادا د کامپس ۱۴ کیلومترمربع مساحت و ۲۲ نفر جمعیت دارد.